# 東横イン熊本駅前

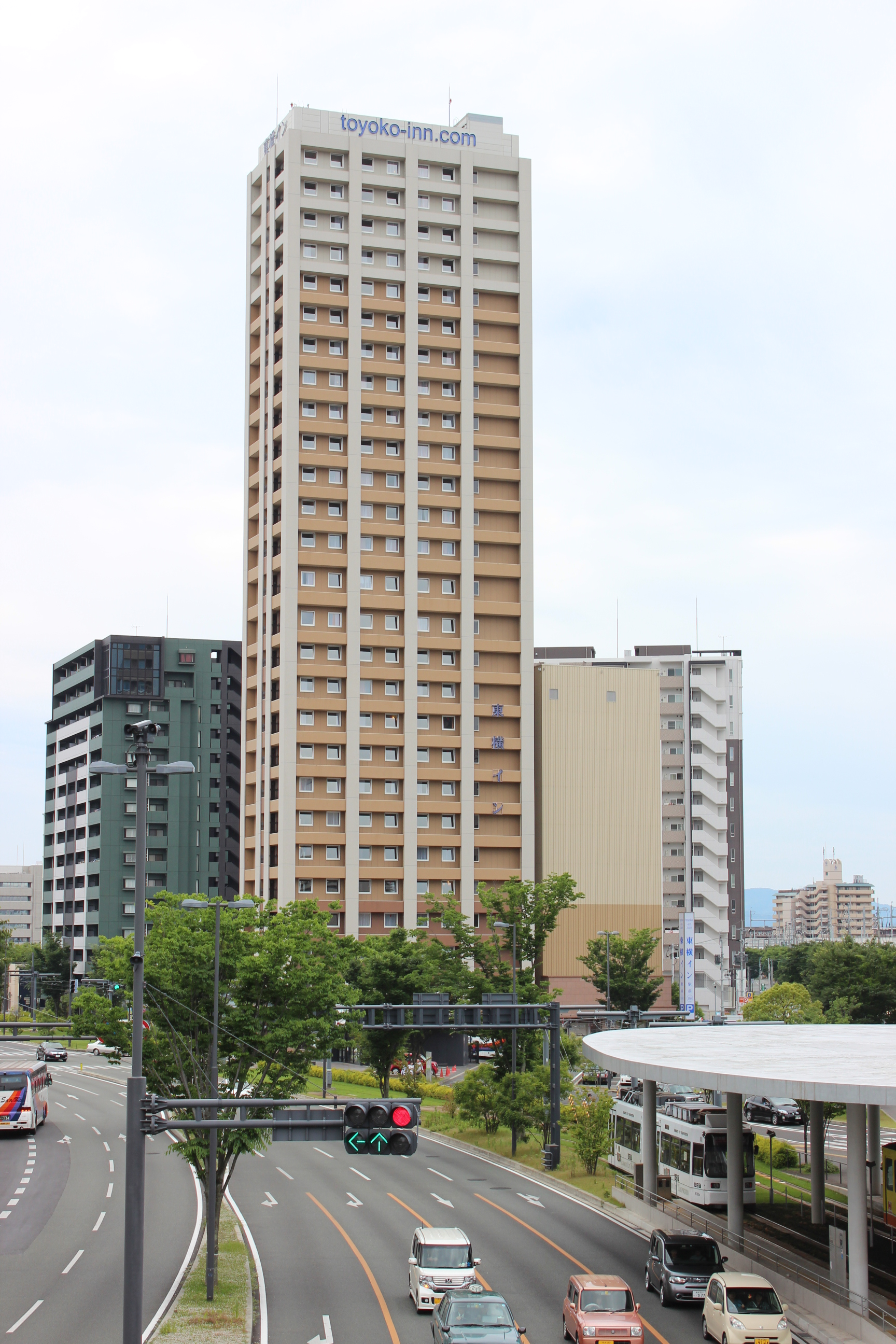
東横イン熊本駅前

東横イン熊本駅前（とうよこインくまもとえきまえ）は、熊本県熊本市西区にあり、東横インが運営するホテルである。建物は27階建て、高さ88.15m。
2007年（平成19年）9月18日に開業した。

## 交通アクセス
- JR九州
  - 熊本駅
- 熊本市電
  - 二本木口停留場
  - 熊本駅前駅

## 周辺施設
- 熊本市立春日小学校
- 熊本朝日放送
- 熊本地方合同庁舎（九州農政局・九州財務局・九州総合通信局・熊本労働局・熊本地方気象台などが入居）
- ANAクラウンプラザホテル熊本ニュースカイ
- くまもと森都心

### 自然・観光地
- 北岡自然公園 - 細川家の菩提寺であった妙解寺の跡地。花岡山麓にある。
- 北岡神社
- 坪井川
- 白川